# Сатьяджит Рай
Сатьяджит Рай (бенг. সত্যজিত রায় або бенг. সত্যজিৎ রায়,  бенгальська вимова імені, англ. Satyajit Ray; 2 травня 1921, Колката — 23 квітня 1992, там же) — бенгальський індійський режисер кіно, сценарист, дитячий письменник, композитор, продюсер, видавець, кінокритик, ілюстратор. Перший індійський лауреат премії «Оскар». Автор музики до багатьох своїх стрічок.
Рай вважається одним з найвидатніших митців кіно 20-го століття

## Біографія

### Молоді роки

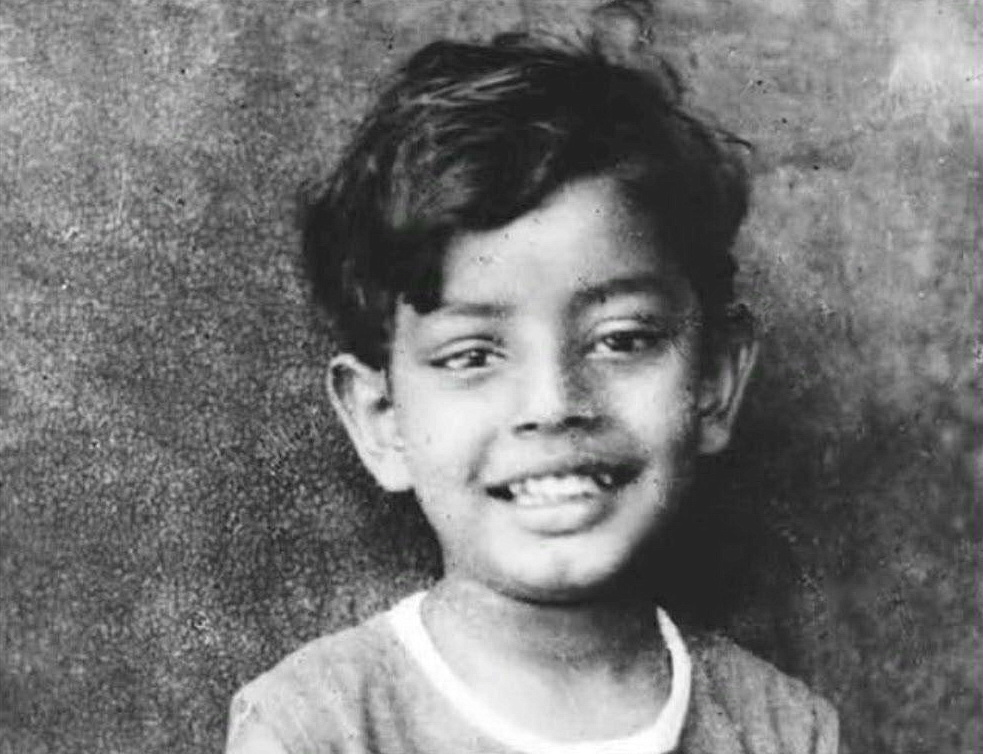
Сатьяджит Рай у дитинстві (1930)

Родовід Сатьяджита Рая можна простежити щонайменше на десять поколінь. Сатьяджит Рай народився 2 травня 1921 року в Калькутті у відомій сім'ї. Він був єдиним сином популярного бенгальського письменника, піонера фотографії і фотодруку із Калькути, Сукумара Рая і внуком видного дитячого письменника, філософа, публіциста  Упендракішоре Рая лідера релігійного товариства Брахмо Самадж. Батько помер, коли Раю було два з половиною роки. Рай з матір'ю переїжджає жити до родичів. У дитинстві він росте замкнутою і мовчазною дитиною.
Сім'я Рая бідувала, тому після закінчення середньої школи його мати змушена була шукати кошти, щоб послати Сатьяджита вчитися до Президентського коледжу Калькуттського університету, у якому раніше навчався і його батько Сукумар. У коледжі Рай вивчає економіку, фізику та інші науки. Там він серйозно починає захоплюватися західною класичною музикою та кіно. Рай не лише переглядає фільми, а й читає спеціальну літературу присвячену кінематографу. За його власним визнанням, він був зачарований кіно будучи студентом коледжу, а більша частина його таланту розвинулась як результат неодноразових переглядів фільмів відомих класичних режисерів — Джона Форда, Фелліні, Вітторіо Де Сіка, Орсона Велсса. 1940 року Сатьяджит з відзнакою закінчує коледж і вступає до Університету Вісва-Бгараті, заснованого Рабіндранатом Тагором у місті Шантінікетан. Там він майже два роки вивчає графіку. Серед його вчителів були відомі художники Нондолал Бошу та Бінод Біхарі Мукерджі.
У 1942 році Рай, стурбований наближенням Другої світової війни, кидає навчання і повертається додому. Він влаштовується працювати у рекламне агентство Д. Дж. Кеймера (англ. D.J. Keymer). Так починається трудова діяльність Рая. Протягом десяти років він працює у рекламному агентстві, подолавши шлях від простого графіка до художнього керівника.

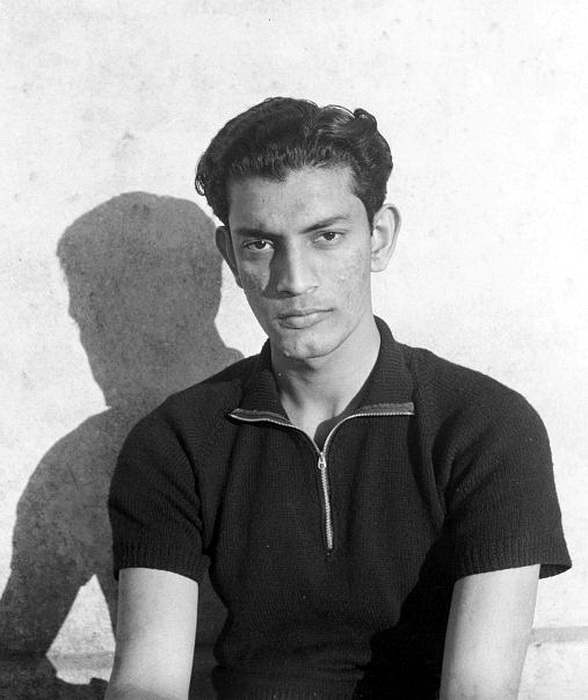
22-річний Рай у Шантінікетані

У 1947 році разом з майбутнім кінорежисером та кінокритиком, Чидананда Гуптою створює перший в країні кіноклуб « Calcutta Film Society», котрий згодом стали відвідувати багато відомих людей. Одним з цих відвідувачів був відомий французький режисер Ж. Ренуар, що приїхав у 1949 році до Калькутти і у якого Рай працював асистентом допомагаючи знайти у сільській місцевості місця для знімання фільму «Річка».
У 1948 році Рай оженився на своїй двоюрідній сестрі Біджойї.
У 1950 році Д.Дж. Кеймер відправив Рая до Лондона працювати у головному офісі рекламного агентства. Протягом трьох місяців у Лондоні Рей переглянув 99 фільмів. Серед них був неореалістичний фільм «Викрадачі велосипедів» (1948) Вітторіо Де Сіка, що справило на нього глибокий вплив. Згодом Рай згадував, що він вийшов з кінотеатру, вирішивши стати кінорежисером.

### Творчий період життя

#### Початок кар'єри. Трилогія про Апу
Рай вирішує екранізувати роман бенгальського класика Бібхутібхушан Бандьопадхяя «Пісня дороги», де ведеться розповідь про життя звичайної селянської сім'ї.
Після повернення додому, у 1952 році Рай береться за знімання стрічки, що принесе популярність і славу не лише йому, але і його країні. Знімання супроводжувалося фінансовими труднощами, але за підтримки уряду Західного Бенгалу Раю вдалося закінчити дебютний фільм.
«Пісня дороги» (інша назва «Патер панчалі») вийшов на екрани у 1955 році. Протягом восьми тижнів фільм збирає аншлаги в кінотеатрах. Ось як критики писали про молодого режисера, який став обличчям індійського кінематографа:
 Його безхитрісне око бачить життя і людей. Композиція його кадрів є настільки віртуозною, що її можна порівняти з манерою небагатьох видатних режисерів у всій історії світового кіно … Але не в ракурсах камери і не у монтажі планів криється головний секрет його успіху. Сила Рея — в тій легкості, з якою він проникає в саме нутро своїх героїв і показує, що відбувається в їх умах і серцях.
За сприяння Джавахарлала Неру фільм показали на Каннському кінофестивалі 1956 року, де його зустріли оваціями і нагородили спеціальним призом «Кращий людський документ року». Так індійське кіно стало відомим у всьому світі. «Пісня дороги» — перша частина трилогії про сільського хлопчика Апу, стала однією з перлин світового кіно.
На тлі несподіваного успіху Рай знімає другу частину трилогії, присвяченої дорослішанню і входженню у великий світ сільського хлопчика. 1956 року виходить фільм «Нескорений». Картина відзначена багатьма престижними преміями — венеціанським «Золотим левом», американським «Золотим лавром» та багатьма іншими нагородами.
Заключна частина трилогії створена Раєм у 1959 році. Вона називається «Світ Апу». Фільм отримав «Золоту медаль» президента Індії. Крім того, «Світ Апу» був названий кращим іноземним фільмом року у США і відзначений призом Единбурзького кінофестивалю. Існує припущення, що в образі Апу Рай вивів молодого Р. Тагора. Він показав пориви і сумніви його душі в процесі оволодіння творчістю. «Трилогія про Апу» — визнана класика авторського кінематографа.

#### 1960-і роки
Більшість фільмів, знятих Раєм на зорі режисерської кар'єри, присвячені складним проблемам сімейних відносин. Дана тема була продовжена бенгальцем у фільмах «Канченджанга» (1962), та у соціальній мелодрамі «Велике місто» (1963).
У 1964 році, за повістю Р. Тагора «Зруйноване гніздо», Рай знімає фільм «Чарулата». На думку критиків, «Чарулата» — найдосконаліше творіння режисера. За визнанням самого режисера це єдиний історичний фільм, який йому вдався.
За фільми «Велике місто» (1963) та «Чарулата» (1964) він отримав «Срібного ведмедя» на Берлінському кінофестивалі.
Відомо, що Рай був затятим противником насильства багатих над бідними і виправдовував опір останніх. 1966 року він закликав припинити репресії, спрямовані проти бенгальців. Пізніше на центральній площі Калькутти Сатьяджит зачитав заяву діячів індійської культури, в якій засуджувалася війна у В'єтнамі.
Його творча діяльність не обмежувалася однією лише режисурою. Рай писав сценарії і музику до своїх фільмів. Він автор численних оповідань і романів бенгальською мовою. Сатьяджит створив героя на ім'я Продош Міттер (прозваний Пхелу), який став улюбленцем бенгальців. Величезний успіх мали його пісні, які він склав для своєї фольклорної дилогії «Пригоди Гупі і Багхі» (1968) і «Королівство алмазів» (1980). Також Рай займався книжковим дизайном. Йому вдалося створити шрифт, названий «Ray Roman».

#### 1970—90-і роки

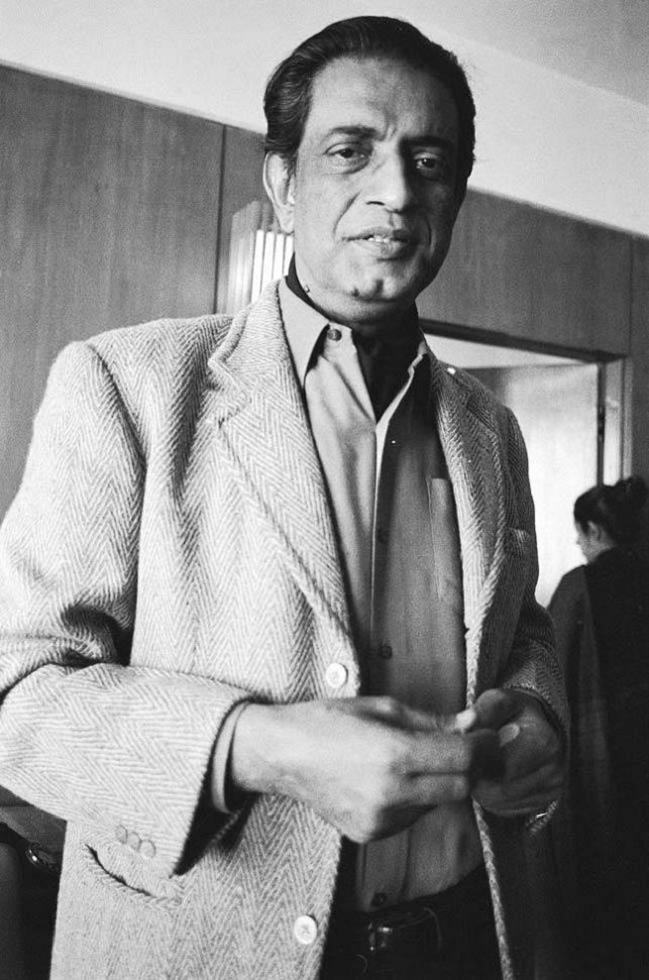
Рай у Нью-Йорку (1981)

У 1973 році Рай рай знімає фільм «Віддалений грім». Цією картиною режисер завершує подорож у світ людей, яку він зробив у своїх попередніх фільмах.
«Віддалений грім» розповідає про події 1942—1943 років, коли у багатій і родючій Бенгалії настав жахливий голод. Яскраві, соковиті тони, барвистий пейзаж, красиві жіночі обличчя і сарі наповнюють фільм картинами мирного життя. У міру розвитку подій яскраві тони зникають з екрану і змінюються сірими. Також похмурою стає природа. Фінал витриманий у темних тонах.
Фільм нагороджений «Золотим ведмедем» кінофестивалю у Берліні та «Золотим Г'юго» фестивалю у Чикаго.
У 1978 році у Сатьяджит знімає фільм «Шахісти». Це єдиний фільм, який був знятий і озвучений ним мовою урду і англійською. Герої стрічки настільки одержимі грою в шахи, що втратили інтерес до всього що відбувається навколо. Фільм отримав приз за кращу режисуру.
На початку 1980-х років через хворобу Рей відійшов від роботи в кіно. У цей час він редагує та ілюструє дитячий журнал «Шондеш».
Останній фільм режисера «Подорожній» (1991) був зустрінутий із захопленням. Уже будучи важко хворим Рай був нагороджений почесним «Оскаром» за внесок в кіномистецтво.
Помер Сатьяджит Рай у 1992 році у Калькутті.

### Визнання та оцінка творчості
Рай став режисером тридцяти семи художніх, документальних та короткометражних фільмів. Перши фільм Рая «Пісня дороги» виграв одинадцять міжнародних премій, у тому числі за найкращу документальну стрічку на Каннському кінофестивалі. Разом із фільмами «Нескорений» та «Світ Апу» стрічка утворює трилогію про Апу.
Рай був також письменником, видавцем, ілюстратором, дизайнером і кінокритиком. Рей сам написав багато книг для дітей, у тому числі серії детективних романів про детектива Фелюду і професора Шанку.
Він отримав багато нагород, зокрема, Почесний Оскар" Американської академії кіномистецтва у 1992 році за внесок у мистецтво кіно.
Він є одним з трьох режисерів, які отримали на Берлінському кінофестивалі «Срібного ведмедя» за найкращу режисуру кілька разів, і йому належить рекорд за кількістю номінацій на «Золотого ведмедя» (сім номінацій). На Венеційському кінофестивалі, де він раніше отримав Золотого лева за «Нескорений» (1956), він був нагороджений Почесною нагородою Золотого Лева у 1982 році. У тому ж році він здобув почесну нагороду «Hommage à Satyajit Ray» на Каннському кінофестивалі.
Рей, після Чапліна, є другою особою пов'язаною з кінематографом, обраною почесним доктором Оксфордського університету.
Він був удостоєний премії Dadasaheb Phalke в 1985 році і Ордену Почесного легіону від президента Франції у 1987 році.
У 1992 році за результатами голосування критиків британський журнал Sight & Sound поставив Рая на 7 місце у списку кращих 10 режисерів усіх часів, зробивши його найвище поцінованим азійським кінематографістом у списку. 1996 року журнал Entertainment Weekly поставив Рая 25 номером у своєму списку п'ятдесяти найвидатніших режисерів. 2002 року голосування критиків і режисерів Sight & Sound поставило Рая на 22 місце найславетніших режисерів усіх часів, що робить його четвертим серед азійських режисерів у списку. 2007 року британський журнал Total Film заніс Рая до свого списку ста найвидатніших кінорежисерів усіх часів.

## Фільмографія
- 1955 Пісня дороги (পথের পাঁচালী) — режисер, сценарист
- 1956 Нескорений (অপরাজিত) — режисер, сценарист
- 1958 Філософський камінь (পরশ পাথর) — режисер
- 1958 Музична кімната (জলসাঘর) — режисер
- 1959 Світ Апу (অপুর সংসার) — режисер, сценарист
- 1960 Богиня (দেবী) — режисер, сценарист
- 1961 Три дочки (তিন কন্যা) — режисер, сценарист
- 1962 Канченджанга (কাঞ্চনজঙ্ঘা) — режисер, сценарист
- 1962 Поїздка (অভিযান) — режисер, сценарист
- 1963 Велике місто (মহানগর) — режисер, сценарист
- 1964 Чарулата (চারুলতা) — режисер, сценарист
- 1965 Боягуз (কাপুরুষ) — режисер, сценарист
- 1965 Святоша (মহাপুরুষ) — режисер, сценарист
- 1966 Герой (নায়ক) — режисер, сценарист
- 1967 Звіринець (চিড়িয়াখানা) — режисер, сценарист
- 1969 Пригоди Гупі і Багхі (গুপী গাইন বাঘা বাইন) — режисер, сценарист
- 1970 Дні і ночі в лісі (অরণ্যের দিনরাত্রি) — режисер, сценарист
- 1971 Противник (প্রতিদ্বন্দ্বী) — режисер, сценарист
- 1971 Компанія з обмеженою відповідальністю (সীমাবদ্ধ) — режисер, сценарист
- 1973 Віддалений грім (অশনি সংকেত) — режисер, сценарист
- 1974 Золота фортеця (েসানার েকল্লা) — режисер, сценарист
- 1976 Посередник (জনঅরণ্য) — режисер, сценарист
- 1977 Шахісти (শতরঞ্জ কি খিলাড়ি) — режисер, сценарист
- 1979 Слава батьку Фелунатху (জয় বাবা ফেলুনাথ) — режисер, сценарист
- 1980 Королівство алмазів (হীরক রাজার দেশে) — режисер, сценарист
- 1981 Збавлення (সদগতি) — режисер, сценарист
- 1984 Дім і мир (ঘরে বাইরে) — режисер, сценарист
- 1990 Ворог народу (গণশত্র) — режисер, сценарист
- 1990 Гілки одного дерева (শাখা প্রশাখা) — режисер, сценарист
- 1991 Подорожній (আগন্তুক) — режисер, сценарист